# Broncho Billy's Capture
Broncho Billy's Capture è un cortometraggio muto del 1913 interpretato e diretto da Gilbert M. 'Broncho Billy' Anderson.

## Produzione
Il film fu prodotto dalla Essanay Film Manufacturing Company. La compagnia, che aveva sede a Chicago, aveva trasferito parte della casa di produzione in California per girarvi i western a Niles, cittadina che, in seguito, è diventata un distretto di Fremont.

## Distribuzione
Distribuito dalla General Film Company, il film uscì nelle sale cinematografiche USA il 7 giugno 1913.